# Baffinicythere
Baffinicythere is een geslacht van kreeftachtigen uit de klasse van de Ostracoda (mosselkreeftjes).

## Soorten
- Baffinicythere emarginata (Sars, 1866) Hazel, 1967
- Baffinicythere howei (Hazel, 1967) Hazel, 1967
- Baffinicythere ishizakii Irizuki, 1996
- Baffinicythere reticulata Irizuki, 1996
- Baffinicythere robusticostata Irizuki, 1996